# Federazione calcistica delle Isole Cook
La Federazione calcistica delle Isole Cook (in inglese Cook Islands Football Association, acronimo CIFA) è l'ente che governa il calcio nelle Isole Cook.
Fondata nel 1971, si affiliò alla FIFA e all'OFC nel 1994. Ha sede nella capitale Avarua e controlla il campionato nazionale, la coppa nazionale e la Nazionale del paese.